# Registrul național al calificărilor profesionale din România
Registrul național al calificărilor profesionale din România (RNCP)  este o bază de date națională care cuprinde descrierea calificărilor profesionale din România recunoscute la nivel național care pot fi dobândite atât prin sistemul formal de educație și formare profesională, cât și prin recunoașterea rezultatelor învățării dobândite în contexte nonformale și informale, din perspectiva învățării pe tot parcursul vieții.
RNCP cuprinde calificările corespunzătoare nivelurilor de calificare 1, 2, 3, 4 și 5, conform Cadrului național al calificărilor.